# Pavetta monticola
Pavetta monticola là một loài thực vật thuộc họ Rubiaceae. Loài này có ở Guinea Xích Đạo và São Tomé và Príncipe.